# Carl Czerny

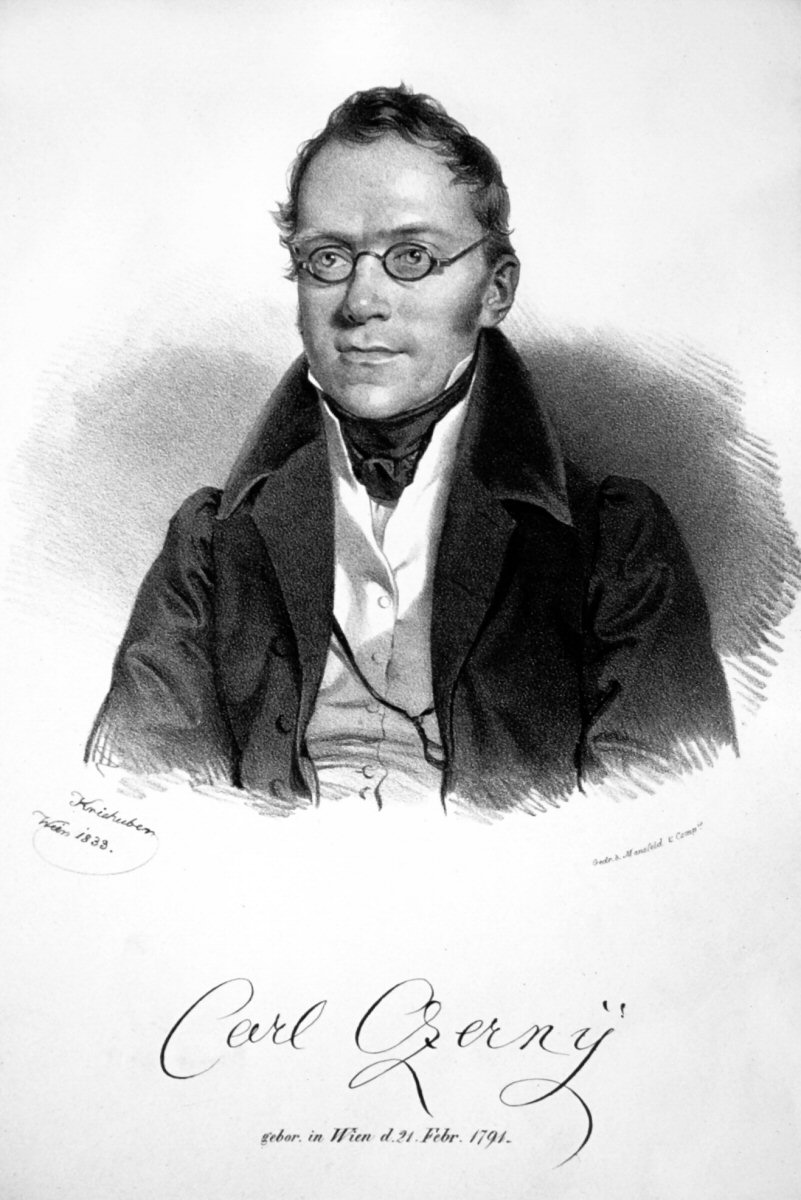
Carl Czerny
(1791-1857)

Carl Czerny (uneori Karl; n. 21 februarie 1791 — d. 15 iulie 1857) a fost un compozitor, pianist și profesor austriac. A rămas în istoria muzicii cu studiile sale pentru pian, fiind considerat primul profesor de pian.

## Biografie
Carl Czerny s-a născut în Viena (Austria) într-o familie de cehi. Tatǎl său, Václáv Ćerný, a venit la Viena din Nymburg, Boemia (Cehia), iar Carl însuși n-a vorbit germana pânǎ la vârsta de 10 ani.
El a învǎțat sǎ cânte la pian de la tatǎl său, înainte de a lua lecții de la Johann Nepomuk Hummel, Antonio Salieri și Ludwig van Beethoven. Carl Czerny a fost un pianist ambițios, prima sa apariție în public fiind la vârsta de 9 ani (1800), impresionând publicul vienez cu un Concert pentru pian de Wolfgang Amadeus Mozart. În anul 1812 el a oferit în premiera Vienei Concertul pentru pian nr.5 "Emperor" de Ludwig van Beethoven.
Czerny a început devreme să dea lecții și la vârsta de cincisprezece ani era deja un căutat profesor. Cel mai faimos elev al sau a fost Franz Liszt, care i-a dedicat cele douăsprezece "Transcendental Etudes" și de asemenea l-a implicat în Hexaméron (a cincea variație pe tema lui Bellini este a lui).
Czerny a avut și alți elevi notabili cum ar fi: Sigismond Thalberg, Stephen Heller, Alfred Jaëll, Teodor Leszetycki, Theodor Kullak, Theodor Döhler si Anne Caroline de Belleville.
Czerny a compus un foarte mare număr de piese (până la Op. 861), incluzând un număr de Mese și Requiem, și un mare număr de simfonii, concerte, sonate și cvartete de coarde. Niciuna din aceste piese nu sunt cântate des astăzi și este cunoscut drept compozitor mai ales din cauza marelui număr de piese didactice scrise, multe care sunt utilizate și astăzi, cum ar fi "The School of Velocity" și "The Art of Finger Dexterity". El a fost printre primii compozitori care au utilizat cuvântul "étude" (studiu) pentru titlul unei compoziții.
Între cele aproape 1000 de compoziții publicate sunt incluse și aranjamente pentru opt piane, fiecare la patru mâini, pentru două uverturi ale Gioachino Rossini. El a lăsat și un eseu despre interpretarea sonatelor la pian de Beethoven. El a publicat o schiță autobiografică „Erinnerungen aus meinem Leben” (1842; „Memories from My Life”).
Czerny a murit la vârsta de 66 ani în Viena.